# SM U 16 (1911)
SM U 16 byla ponorka německé Kaiserliche Marine z období první světové války. Ve službě byla v letech 1911–1918. Po válce připadla Velké Británii. Roku 1919 se potopila.

## Stavba

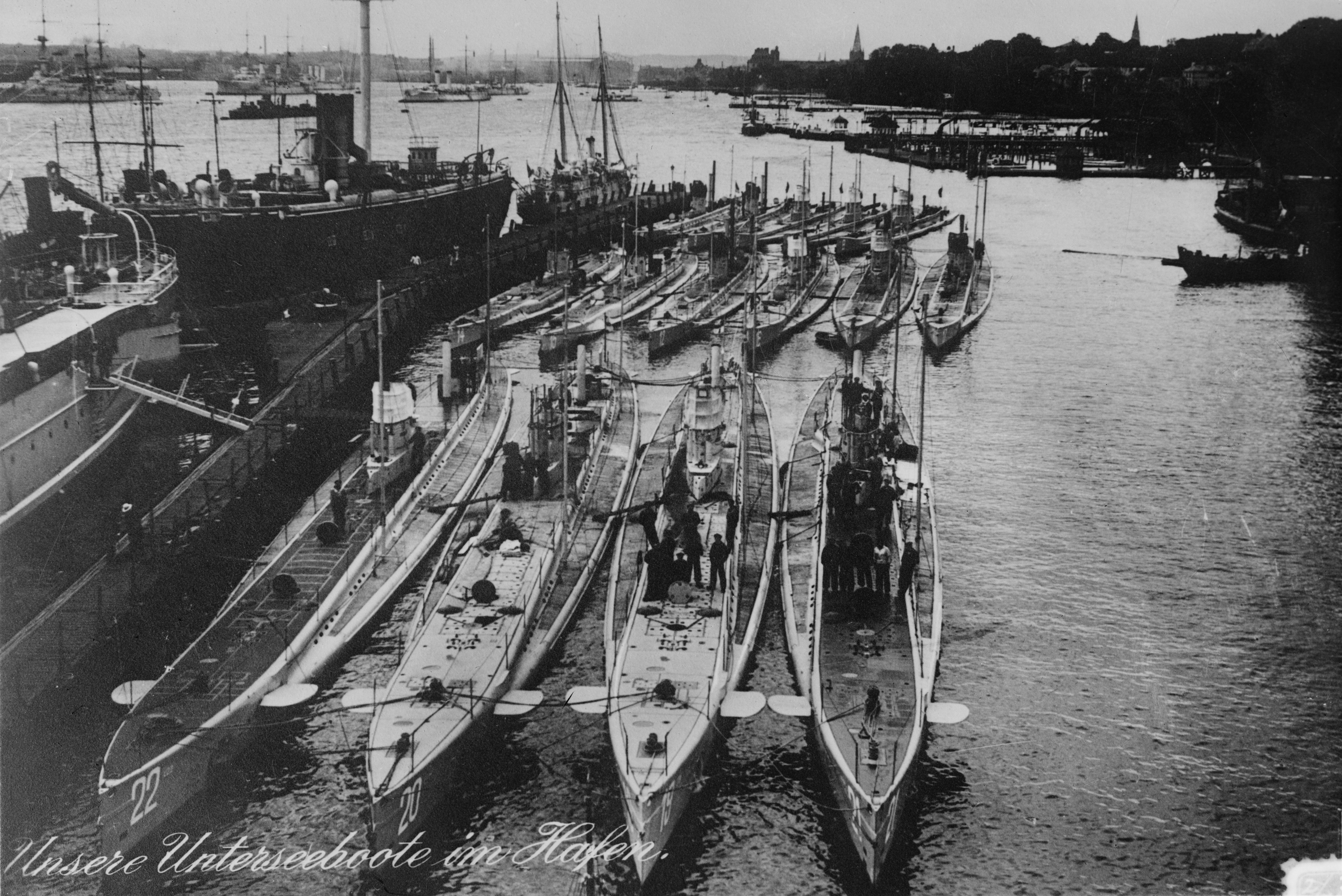
Německé ponorky v Kielu. První řada (zleva): U 22, U 20, U 19 a U 21; druhá řada (zleva): U 14, U 15, U 11, U 16, U 18 a U-?.

Ponorku postavila německá loděnice Germaniawerft v Kielu. Kýl byl založen v roce 1909, na vodu byla spuštěna 23. srpna 1911 a do služby byla přijata v prosinci 1911.

## Konstrukce
Ponorka měla dvojtrupou koncepci. Výzbroj tvořily čtyři 450mm torpédomety (dva příďové a dva záďové) se zásobou šesti torpéd. Pohonný systém tvořily čtyři motory Körting na petrolej o výkonu 1200 bhp a dva elektromotory Siemens-Schuckert Werke o výkonu 1200 shp, pohánějící dva lodní šrouby. Nejvyšší rychlost dosahovala 15,6 uzlu na hladině a 10,7 uzlu pod hladinou. Dosah byl 2100 námořních mil při rychlosti 15 uzlů na hladině a 90 námořních mil při rychlosti 5 uzlů pod hladinou. Operační hloubka ponoru dosahovala 50 metrů.

### Modifikace
Roku 1914 dostala kanón 37mm kanón (37/27 RV L/30), který roku 1915 nahradil 50mm kanón (50/37 SK L/40 C/92).

## Služba
Ponorka byla bojově nasazena za první světové války. Absolvovala celkem čtyři patroly, během kterých potopila 11 plavidel, 2 poškodila a jedno zajala. Po válce připadla Velké Británii. Při vlečení k předání se 8. února 1919 potopila v Severním moři.